# El meu estimat mafiós
El meu estimat mafiós (títol original: My Blue Heaven) és una pel·lícula estatunidenca dirigida per Herbert Ross, el 1990. Ha estat doblada al català.

## Argument
Un agent de l'FBI ha d'assegurar la perillosa missió d'assegurar la protecció d'un mafiós que ha de testificar contra els seus camarades. Però aquest no potser discret, facilitant la tasca als assassins llançats al seu darrere.

## Repartiment
- Steve Martin: Vincent 'Vinnie' Antonelli
- Rick Moranis: Barney Coopersmith
- Joan Cusack: Hannah Stubbs
- Melanie Mayron: Crystal
- Bill Irwin: Kirby
- Carol Kane: Shaldeen
- William Hickey: Billy Sparrow/Johnny Bird
- Deborah Rush: Linda
- Daniel Stern: Will Stubbs
- Jesse Bradford: Jamie
- Corey Carrier: Tommie
- Seth Jaffe: Umberto Mello
- Robert Miranda: Lilo Mello
- Ed Lauter: Underwood
- Julie Bovasso: mare de Vinnie
- Colleen Camp: Dra. Margaret Snow Coopersmith
- Gordon Currie: Wally Bunting
- Raymond O'Connor: Dino
- Troy Evans: Nicky
- Carol Ann Susi: Filomena